# Региональные чемпионаты по футболу на Украине
Региональные соревнования по футболу на Украине — футбольные соревнования для непрофессиональных футбольных клубов на региональном уровне, которые проводят Региональные федерации футбола Украины.
Региональные соревнования — это пятый (и ниже) уровень в украинской футбольной иерархии после Премьер-лиги, первой и второй лиг и чемпионата Украины среди любителей.

## Региональные чемпионаты
| Лиги                   | 5 уровень                             | 6 уровень                                                | 7 уровень | 8 уровень |
| ---------------------- | ------------------------------------- | -------------------------------------------------------- | --------- | --------- |
| Винницкая обл.         | Высшая лига                           | Первая лига                                              |           |           |
| Волынская обл.         | Высшая лига                           | Первая лига                                              |           |           |
| Днепропетровская обл.  | Суперлига                             | Первая лига                                              |           |           |
| Донецкая обл.          | Чемпионат. Группа А Группа В Группа С |                                                          |           |           |
| Житомирская обл.       | Чемпионат                             | Первенство                                               |           |           |
| Закарпатская обл.      | Высшая лига                           | Первая лига «Западная зона» Первая лига «Восточная зона» |           |           |
| Запорожская обл.       | Премьер-лига                          |                                                          |           |           |
| Ивано-Франковская обл. | Первая лига                           | Вторая лига                                              |           |           |
| Киевская обл.          | Чемпионат                             | Первенство                                               |           |           |
| Кировоградская обл.    | Высшая лига                           |                                                          |           |           |
| Луганская обл.         | Чемпионат. Группа 1 Группа 2          |                                                          |           |           |
| Львовская обл.         | Премьер-лига Подгруппа А Подгруппа Б  | Первенство Подгруппа А Подгруппа Б Подгруппа В           |           |           |
| Николаевская обл.      | Высшая лига                           | Первая лига                                              |           |           |
| Одесская обл.          | Высшая лига                           | Первая лига                                              |           |           |
| Полтавская обл.        | Высшая лига                           | Первая лига. Группа А Первая лига. Группа Б              |           |           |
| Ровненская обл.        | Первая лига                           | Вторая лига                                              |           |           |
| Сумская обл.           | Чемпионат                             | Первенство                                               |           |           |
| Тернопольская обл.     | Высшая лига                           | Первая лига                                              |           |           |
| Харьковская обл.       | Чемпионат                             |                                                          |           |           |
| Херсонская обл.        | Чемпионат                             |                                                          |           |           |
| Хмельницкая обл.       | Чемпионат. Группа 1 Группа 2 Группа 3 |                                                          |           |           |
| Черкасская обл.        | Высшая лига                           | Первая лига                                              |           |           |
| Черниговская обл.      | Высшая лига                           | Первая лига                                              |           |           |
| Черновицкая обл.       | Суперлига                             | Первая лига «А» Первая лига «Б»                          |           |           |
| г. Киев                | Высшая лига                           | Первая лига                                              |           |           |